# Millennium Bridge (Dublino)
Il Millennium Bridge (in irlandese: Droichead na Mílaoise) è un ponte pedonale che attraversa il fiume Liffey a Dublino. Il ponte collega Eustace Street, nel quartiere di Temple Bar, alla zona nord della città.
Il Millennium Bridge si trova vicino al ben più antico e famoso Ha'penny Bridge ad est e al Grattan Bridge ad ovest.

## Realizzazione

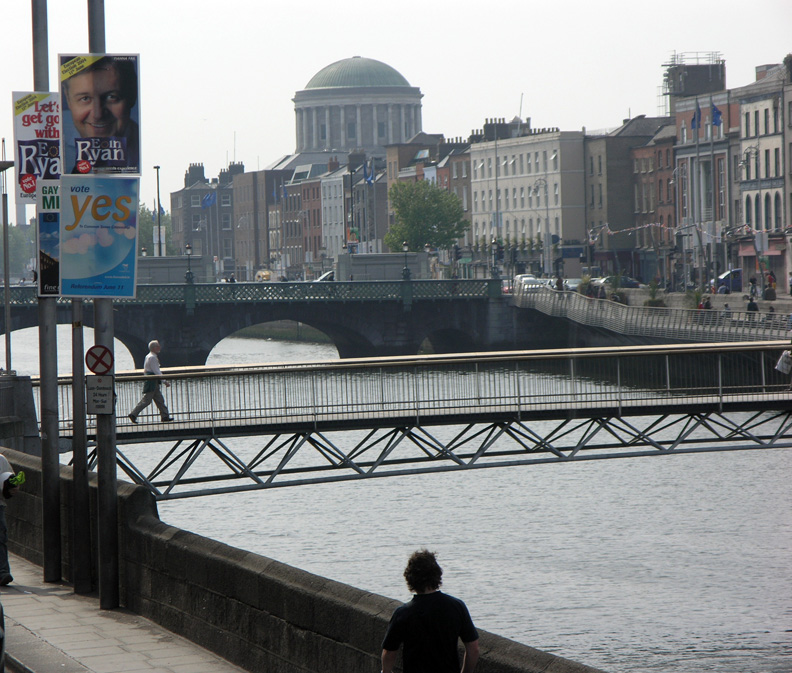
Fiume Liffey: il Millennium Bridge in primo piano e Grattan Bridge sullo sfondo

Il ponte fu costruito a Carlow - a 80 km da Dublino - e installato nel dicembre del 1999 per commemorare il nuovo millennio in arrivo (2000). La struttura consiste in uno snello telaio d'acciaio sorretto da pilastri in calcestruzzo armato su entrambe le sponde del fiume.
Il ponte fu progettato dall'azienda Howley Harrington Architects, con Seán Harrington come partner responsabile del progetto, insieme a Price & Myers come ingegneria di consulenza. La base in calcestruzzo armato e la struttura in acciaio per il ponte sono state fornite da due aziende di Carlow: Formwork 2000+ e Thompson Engineering.